# Ja mam to co ty
Ja mam to co ty – album kompilacyjny polskiego zespołu hip-hopowego Wzgórze Ya-Pa 3, wydany 6 listopada 1998 nakładem oficyny R.R.X.. Zawiera cztery utwory premierowe, jeden z albumu Produkcja hip-hop DJ-a 600V i jedenaście remiksów autorstwa DJ-a 600V oraz Tedego. Ostatnie wydawnictwo grupy z udziałem DJ-a Hansa.

## Lista utworów
Opracowano na podstawie materiału źródłowego.
1. „Ja mam to co ty (Video Radio remix)” (gościnnie: Trzyha)[A] – 4:08
2. „Trzy (DJ600V remix)” – 5:36
3. „Popatrz” (gościnnie: ZIP Skład, Wigor)[B] – 6:38
4. „Zabić ten hałas (DJ600V remix)” – 5:40
5. „I tak mnie nic nie zmieni tylko wkurwi” – 3:29
6. „Uważaj o co pytasz (DJ600V remix)” – 3:36
7. „Ja mam to co ty (Tede remix)” (gościnnie: Trzyha) – 4:34
8. „Co ważne a co ważne nie jest (ELO remix)” (gościnnie: Molesta) – 4:42
9. „Libacja wersja nowoczesna (DJ 600V remix)” – 3:22
10. „Fast Food” – 3:20
11. „Temat (TOP444 remix)” (gościnnie: Radoskór) – 2:49
12. „Szansa na sukces (DJ600V oryginal)” – 4:12
13. „Co ważne a co ważne nie jest (DJ600V remix)” (gościnnie: Molesta) – 5:33
14. „Ja mam to co ty (DJ600V remix)” (gościnnie: Trzyha) – 5:52
15. „T.N.T.P.” – 4:23
16. „Popatrz (DJ600V remix)” (gościnnie: ZIP Skład, Wigor) – 7:38

Notatki
- A^ W utworze wykorzystano sample z piosenek „Sen o Warszawie” w wykonaniu Czesława Niemena i „Change the Beat (Female Version)” Beside[5].
- B^ W utworze wykorzystano sample z piosenki „I Need Your Smile” w wykonaniu Warrena Schatza[5].

## Twórcy
Opracowano na podstawie materiału źródłowego.
- Michał „Zajka” Łakomiec – wokal (1–10, 12–16), słowa
- Wojciech „Wojtas” Schmidt – wokal, słowa
- Tomasz „Borygo” Borycki – wokal, słowa
- Marcin „DJ Hans” Tofil – wokal (1, 7, 14), słowa, skrecze (10)
- Jacek „Tede” Graniecki (Trzyha) – wokal (1, 7, 14), słowa, produkcja (1, 7–8, 11), miksowanie (1, 7–8, 11)
- Michał „Numer Raz” Witak (Trzyha) – wokal (1, 7, 14), słowa
- Mariusz „JanMario” Sobolewski (Trzyha) – skrecze (1, 7)
- Wojciech „Sokół” Sosnowski (ZIP Skład) – wokal (3, 16), słowa
- Rafał „Pono” Poniedzielski (ZIP Skład) – wokal (3, 16), słowa
- Mirosław „Mieron” Powicki (ZIP Skład) – wokal (3, 16), słowa
- Łukasz „Fu” Gaweł (ZIP Skład) – wokal (3, 16), słowa
- Andrzej „Jędker” Wawrykiewicz (ZIP Skład) – wokal (3, 16), słowa
- Michał „Wigor” Dobrzański – wokal (3, 16), słowa
- Paweł „Włodi” Włodkowski (Molesta) – wokal (8, 13), słowa
- Piotr „Vienio” Więcławski (Molesta) – wokal (8, 13), słowa
- Marek „Kaczy” Andrasik (Molesta) – wokal (8, 13), słowa
- Sebastian „DJ 600V” Imbierowicz – produkcja (2, 4, 6, 9, 12–14, 16), skrecze (2, 9, 12–14), miksowanie (1–2, 4, 6–7, 9, 12–14, 16)
- Wojciech Jakubas – miksowanie (3, 5, 15)
- Wzgórze Ya-Pa 3 – produkcja (3, 5, 10, 15), miksowanie (3, 5, 10, 15)